# Рональд Ральдес
Рональд Ральдес (ісп. Ronald Raldes, нар. 20 квітня 1981, Санта-Крус-де-ла-Сьєрра) — болівійський футболіст, захисник.
Виступав, зокрема, за клуби «Росаріо Сентраль» та «Колон», а також національну збірну Болівії. Другий рекордсмен національної збірної Болівії за кількістю проведених матчів.

## Клубна кар'єра
У дорослому футболі дебютував 1998 року виступами за команду клубу «Дестройерс», в якій провів один сезон, взявши участь у 64 матчах чемпіонату.
Протягом 2000—2003 років захищав кольори команди клубу «Орієнте Петролеро».
Своєю грою за останню команду привернув увагу представників тренерського штабу клубу «Росаріо Сентраль», до складу якого приєднався 2004 року. Відіграв за команду з Росаріо наступні чотири сезони своєї ігрової кар'єри. Більшість часу, проведеного у складі «Росаріо Сентраль», був основним гравцем захисту команди.
Згодом з 2008 по 2010 рік грав у складі команд клубів «Аль-Гіляль», «Крус Асуль» та «Маккабі» (Тель-Авів).
2010 року уклав контракт з клубом «Колон», у складі якого провів наступні чотири роки своєї кар'єри гравця.
До складу клубу «Орієнте Петролеро» приєднався 2014 року. Відтоді встиг відіграти за команду із Санта-Крус-де-ла-Сьєрра 96 матчів в національному чемпіонаті.

## Виступи за збірні
Протягом 1999—2001 років залучався до складу молодіжної збірної Болівії. На молодіжному рівні зіграв у 4 офіційних матчах.
2001 року дебютував в офіційних матчах у складі національної збірної Болівії. Провів у формі головної команди країни 102 матчі, забивши 3 голи. З 2017 по 2023 роки був рекордсменом національної збірної за кількістю проведених матчів (9 вересня 2023 року це досягнення перевершив Марсело Морено).
У складі збірної був учасником розіграшу Кубка Америки 2001 року в Колумбії, розіграшу Кубка Америки 2004 року в Перу, розіграшу Кубка Америки 2007 року у Венесуелі, розіграшу Кубка Америки 2011 року в Аргентині, розіграшу Кубка Америки 2015 року у Чилі.

## Титули і досягнення

### Клубні
- «Орієнте Петролеро»

Чемпіон Болівії (1): 2001
- «Аль-Гіляль»

Володар Кубка наслідного принца Саудівської Аравії (1): 2009